# Concentrado de proteína de leche
El concentrado de proteína de leche (MPC, del inglés Milk protein concentrate) es cualquier tipo de producto lácteo concentrado que contiene entre un 40 y un 90 % de proteína de leche. Estados Unidos define oficialmente MPC como:
"...cualquier concentrado completo de proteína de leche (caseína más lactoalbúmina) que contenga 40 por ciento o más de proteína en peso". 
Además de los productos lácteos ultrafiltrados, la clasificación MPC incluye concentrados elaborados mediante otros procesos, como la mezcla de leche en polvo descremada con proteínas altamente concentradas, como la caseína.

## Procesando
Para hacer concentrado de proteína de leche, la leche entera se separa primero en crema y leche desnatada. A continuación, la leche desnatada se fracciona mediante ultrafiltración para hacer un concentrado desnatado reducido en lactosa. Este proceso separa los componentes de la leche según su tamaño molecular. Luego, la leche pasa a través de una membrana que permite el paso de parte de la lactosa, los minerales y el agua. Sin embargo, la caseína y las proteínas del suero no atraviesan la membrana debido a su mayor tamaño molecular. Las proteínas, lactosa y minerales que no atraviesan la membrana se secan por atomización. El secado por pulverización y la evaporación concentran aún más los materiales restantes para formar un polvo. Dependiendo del propósito del producto final, se pueden utilizar diferentes tratamientos térmicos para procesar variedades ultrafiltradas o mezcladas del MPC. Un producto del MPC procesado a fuego lento mantendrá un valor nutricional más alto. 

## Funcionalidad en alimentos
Las aplicaciones del MPC incluyen: uso en bebidas nutricionales, productos nutricionales y dietéticos, productos para el cuidado de ancianos, fórmulas para bebés, barras de proteínas, yogures, quesos recombinados, productos cultivados, postres congelados, panadería y aplicaciones de confitería. El MPC puede ser económicamente ventajoso para los productores de leche para la producción de queso, ya que su adición aumenta el nivel de proteína del producto logrando un mayor rendimiento de queso con una menor inversión de capital.
El MPC contiene caseína micelar, proteínas de suero y proteínas bioactivas en la misma proporción que se encuentra en la leche. A medida que aumenta el contenido de proteínas de MPC, disminuyen los niveles de lactosa. Esta proporción alta en proteínas y baja en lactosa hace que el MPC sea un ingrediente atractivo para bebidas y alimentos enriquecidos con proteínas y alimentos bajos en carbohidratos.
El MPC puede hacer que los productos sean más estables al calor y puede proporcionar solubilidad y dispersabilidad cuando se usa. Esta solubilidad hace que los MPC sean beneficiosos en mezclas a base de lácteos. El MPC es útil para hacer espuma y batir. Las proteínas en el MPC actúan en la interfaz aire/agua para formar una película estable de burbujas de aire. Esto estabiliza merengues, mousses, tartas, helados, nata montada y suflés. Las proteínas en MPC actúan en la interfaz aceite/agua para formar y estabilizar emulsiones grasas en salchichas y otras carnes procesadas, bebidas lácteas, sopas, vinagretas, salsas y productos de panadería. Esencial en muchas de sus aplicaciones, un MPC puede aumentar la viscosidad de un producto alimenticio debido a su estructura proteica interior. La lactosa y las proteínas del MPC se oscurecen según Maillard, lo que da como resultado un color atractivo para productos de panadería como pasteles, tartas y muffins. Debido a que el MPC prácticamente no tiene sabor, permite que los otros sabores de un alimento se desarrollen por completo.

## Impacto en los Estados Unidos
En 2002, la FDA emitió una carta de advertencia a Kraft Foods de que Velveeta se vendía con un empaque que lo describía como un "queso para untar procesado pasteurizado",  que, según la FDA, estaba mal etiquetado porque el producto declaró concentrado de proteína de leche (MPC) en su lista de ingredientes. Velveeta se vende ahora en los EE. UU. Como un "producto de queso preparado pasteurizado", un término para el cual la FDA no mantiene un estándar de identidad y que, por lo tanto, puede contener MPC.
En los Estados Unidos, los productores de leche están protegidos de los competidores internacionales con una serie de medidas, incluidos los aranceles a las importaciones. Sin embargo, los MPC no están sujetos a un contingente arancelario, por lo que la mayoría de los MPC utilizados son importados. Los grupos de productores de lácteos de EE. UU. afirman que los fabricantes extranjeros que utilizan leche en polvo sin grasa en la producción de MPC están eludiendo las cuotas existentes para la leche en polvo sin grasa.